# PMR446
PMR446 (англ. Private Mobile Radio (персональне мобільне радіо), частота 446 MHz) — це безліцензійний УВЧ (UHF) діапазон радіозв'язку доступний для персональних та ділових потреб у більшості країн Європейського Союзу (European Radiocommunication Commitettee) та в Україні.
PMR446, як правило, використовується для занять на відкритому повітрі на невеликій ділянці, в одній будівлі та на відстані прямій видимості. Використовуване обладнання варіюється від рацій споживчого класу до рацій професійної якості (подібних до тих, що використовуються для FRS/GMRS у США та Канаді). Залежно від навколишнього рельєфу місцевості, дальність зв'язку може варіюватися від кількох сотень метрів (у місті) до кількох кілометрів (рівнинна сільська місцевість) та багатьох кілометрів між горами.
Історично використовується аналогова частотна модуляція (FM), але цифровий голосовий режим доступний у радіостанціях, що відповідають стандартам цифрового приватного мобільного радіо (dPMR446) та цифрового мобільного радіо (DMR Tier 1), розроблених ETSI.
Спочатку 8 каналів було доступно в аналоговому режимі, але зараз діапазон збільшено до 16 каналів. Зазвичай PMR446 використовується як для рекреаційного, так і для ділового використання, крім того, він використовується радіоаматорами як безліцензійний експериментальний діапазон.
Як і у більшості країн Європи, в Україні можливе використання PMR446 на бездозвільній основі, за умови включення абонентських станцій до переліку радіоелектронних засобів, що не потребують отримання дозволів Українського Державного Центру Радіочастот (УДЦР) на їх експлуатацію.

## Технічна інформація
PMR446 охоплює діапазон 446,0–446,2 МГц. Загальне рішення ECC, як і раніше, вимагає використання інтегрованих антен, і фактичне виконання різниться в різних країнах.
Аналоговий PMR446 використовує 16 FM-каналів, розділених 12,5 кГц один від одного. Максимальна потужність — 500 мВт ERP, і обладнання має використовуватися на мобільній основі. Зазвичай використовується CTCSS (Continuous Tone-Coded Squelch System) кодування, у більшості моделей вищого цінового сегменту також є DCS та/або інверсія голосу з фіксованою несучою. До січня 2016 року для роботи аналогових FM-каналів дозволялося використовувати лише 8 перших каналів (1-8).
Цифровий PMR446 DMR Tier I (TDMA) використовує 16 цифрових голосових каналів, розділених 12,5 кГц один від одного з 4-рівневою модуляцією FSK зі швидкістю 3,6 кбіт/с. До січня 2018 року для роботи цифрових TDMA дозволялося використовувати лише 8 каналів верхнього діапазону (9-16).
Деякі моделі (Hytera BD305LF, Retevis RT40, …) мають функцію DCDM (Прямий режим подвійної ємності); Функція DCDM покращила коефіцієнт корисної частоти. Це функція, яка дозволяє працювати з двома слотами на симплексі: 16 каналів x 2 слоти = 32 шляхи, еквівалентно 32 каналам FDMA.
Кольоровий код (CC, Color Code, від 0 до 16) є еквівалентом CTCSS для цифрових передавачів. Він використовується для ізоляції сукупності користувачів (компанії, асоціації, сім'ї …). За домовленістю код CC1 використовується для громадських контактів.
Розмовні групи (TG, TalkGroups) використовуються для відокремлення груп користувачів (наприклад: TG1 для охорони, TG2 для обслуговування номерів у одному готелі за допомогою каналу 12 CC7).
Звернувшись до певної групи TG, кожен користувач, який підписався на цю TG, чує вас (груповий дзвінок).
Користувач може підписатися на багато TG (Список груп RX).
Також є можливість зв'язатися з усіма користувачами у своєму кольоровому коді CC (All Call).
Ідентифікатор Radio ID є єдиним для кожного користувача, з яким слід зв'язатися безпосередньо (приватний дзвінок).

## Канали
```
У випадку аварійної ситуації 8 канал використовується для радіоаматорської аварійної служби (РАС)
```

| Канал | Частота (MHz) | Крок (kHz) | Міжканальний інтервал | Коментарі (Канал / CTCSS)                                                                         |
| ----- | ------------- | ---------- | --------------------- | ------------------------------------------------------------------------------------------------- |
| 1     | 446.00625     | 12.5       | Вузький [NFM]         | FM: Екстрений зв'язок (1/12) FM: Вантажівка (1/9) FM: Бебі монітор (1/0) FM: Дитячий канал (1/10) |
| 2     | 446.01875     | 12.5       | Вузький [NFM]         | FM: Геокешинг FM: Кемпінг FM: Гори (німецько-мовні країни)                                        |
| 3     | 446.03125     | 12.5       | Вузький [NFM]         | FM: Стихійні лиха                                                                                 |
| 4     | 446.04375     | 12.5       | Вузький [NFM]         | FM: Зв'язок пілотів дронів (4/14) FM: Джипи (4/4) FM: Човни (4/16)                                |
| 5     | 446.05625     | 12.5       | Вузький [NFM]         | FM: Скаути/Пласт (5/5)                                                                            |
| 6     | 446.06875     | 12.5       | Вузький [NFM]         | FM: Мисливці (6/12) FM: Вільне Радіо (6/20)                                                       |
| 7     | 446.08125     | 12.5       | Вузький [NFM]         | FM: Гори (7/7). Гірськолижники в Іспанії використовують канал 7 субтон 7 для безпеки.             |
| 8     | 446.09375     | 12.5       | Вузький [NFM]         | FM: Канал виклику (8/8) FM: Стихійне лихо (8/18) FM: Гори (Італія) (8/16)                         |
| 9     | 446.10625     | 12.5       | Вузький [NFM]         | DMR: Канал виклику (CC1 TG99) DMR: Стихійне лихо (CC1 TG9112)                                     |
| 10    | 446.11875     | 12.5       | Вузький [NFM]         |                                                                                                   |
| 11    | 446.13125     | 12.5       | Вузький [NFM]         |                                                                                                   |
| 12    | 446.14375     | 12.5       | Вузький [NFM]         |                                                                                                   |
| 13    | 446.15625     | 12.5       | Вузький [NFM]         |                                                                                                   |
| 14    | 446.16875     | 12.5       | Вузький [NFM]         |                                                                                                   |
| 15    | 446.18125     | 12.5       | Вузький [NFM]         |                                                                                                   |
| 16    | 446.19375     | 12.5       | Вузький [NFM]         |                                                                                                   |

### Цифрове FDMA
Цифрове PMR446 dPMR (FDMA) радіо використовує 32 цифрові голосові канали, розділені 6,25 кГц один від одного з 4-рівневою модуляцією FSK зі швидкістю 3,6 кбіт/с. До січня 2018 року для роботи цифрових FDMA дозволялося використовувати лише верхні 16 каналів.
| Канал | Частота (MHz) | Інтервал (kHz) | Коментарі                                                              |
| ----- | ------------- | -------------- | ---------------------------------------------------------------------- |
| 1     | 446.003125    | 6.25           |                                                                        |
| 2     | 446.009375    | 6.25           |                                                                        |
| 3     | 446.015625    | 6.25           |                                                                        |
| 4     | 446.021875    | 6.25           |                                                                        |
| 5     | 446.028125    | 6.25           |                                                                        |
| 6     | 446.034375    | 6.25           |                                                                        |
| 7     | 446.040625    | 6.25           |                                                                        |
| 8     | 446.046875    | 6.25           |                                                                        |
| 9     | 446.053125    | 6.25           |                                                                        |
| 10    | 446.059375    | 6.25           |                                                                        |
| 11    | 446.065625    | 6.25           |                                                                        |
| 12    | 446.071875    | 6.25           |                                                                        |
| 13    | 446.078125    | 6.25           |                                                                        |
| 14    | 446.084375    | 6.25           |                                                                        |
| 15    | 446.090625    | 6.25           |                                                                        |
| 16    | 446.096875    | 6.25           |                                                                        |
| 17    | 446.103125    | 6.25           |                                                                        |
| 18    | 446.109375    | 6.25           |                                                                        |
| 19    | 446.115625    | 6.25           | dPMR => канал виклику (CC1 TG99) dPMR => Взаємна допомога (CC1 TG9112) |
| 20    | 446.121875    | 6.25           |                                                                        |
| 21    | 446.128125    | 6.25           |                                                                        |
| 22    | 446.134375    | 6.25           |                                                                        |
| 23    | 446.140625    | 6.25           |                                                                        |
| 24    | 446.146875    | 6.25           |                                                                        |
| 25    | 446.153125    | 6.25           |                                                                        |
| 26    | 446.159375    | 6.25           |                                                                        |
| 27    | 446.165625    | 6.25           |                                                                        |
| 28    | 446.171875    | 6.25           |                                                                        |
| 29    | 446.178125    | 6.25           |                                                                        |
| 30    | 446.184375    | 6.25           |                                                                        |
| 31    | 446.190625    | 6.25           |                                                                        |
| 32    | 446.196875    | 6.25           |                                                                        |

Вимоги до технічних характеристик портативних радіостанцій
| Назва характеристики                                                 | Значення характеристики             |
| -------------------------------------------------------------------- | ----------------------------------- |
| Тип радіозв'язку                                                     | Симплекс                            |
| Еквівалентна ізотропно випромінювана потужність (ЕІВП) не більше, Вт | 0,5                                 |
| Максимальна девіація частоти, кГц                                    | 2,5                                 |
| Клас випромінювання передавача                                       | 12К5F3E                             |
| Крок сітки, кГц                                                      | 6,25                                |
| Номінали частот, МГц                                                 | 446.00625 + 0.0125 * n де n = 0 … 7 |
| Ширина смуги випромінювання передавача на рівні, кГц                 |                                     |
| -3 дБ                                                                | 12,5                                |
| -30 дБ                                                               | 15                                  |
| -60 дБ                                                               | 22                                  |
| Рівень побічних випромінювань передавача не більше, мкВт             | 0,25                                |
| Відносна нестабільність частоти передавача                           | 3.10 -6                             |
| Тип антени                                                           | Інтегрована                         |